# Aus der goldnen Schale
Die Gedichtsammlung Aus der goldnen Schale umfasst 54 Gedichte von Bruno Frank. Sie war die erste Veröffentlichung des 18-jährigen angehenden Dichters und erschien 1905 im Verlag Albert Langen in München. 

## Motto
Das Manuskript der Gedichtsammlung „Aus der goldnen Schale“ schloss Bruno Frank am 1. Juli 1905 ab. Dem Datum vorangestellt war als Motto eine Maxime des französischen Moralisten François de La Rochefoucauld, das Frank schließlich nicht in die Publikation übernahm: „Was die Menschen Freundschaft nennen ist nur Geselligkeit; [...] ein Austausch von Gefälligkeiten, ein Verkehr, bei dem die Selbstliebe immer etwas zu gewinnen hofft.“ Stattdessen wählte er als Motto einen nicht ganz so pessimistischen Ausspruch von Michel de Montaigne, einem anderen französischen Moralisten: „Que sçay-je?“ (Was weiß ich?). Die Wahl des Mottos „deutet auf eine frühe Auseinandersetzung mit den französischen Moralisten“ hin. Am Ende seines Lebens plante Bruno Frank einen Roman über Nicolas Chamfort, einen anderen der französischen Moralisten. Er konnte jedoch nur noch das erste Kapitel vollenden. Es erschien zwei Wochen vor seinem eigenen Tod unter dem Titel „Chamfort erzählt seinen Tod“.

## Einzelne Gedichte
Die Gedichtsammlung besteht überwiegend aus zweistrophigen, jambischen Gedichten mit vier Zeilen je Strophe, in denen regelmäßige Reimschemata vorherrschen.

### Hölderlin
Zum 450-jährigen Jubiläum der Universität Tübingen erinnerte sich Bruno Frank 1927: „… und die schönsten dieser Verse sind hier in Tübingen geschrieben worden, denn sie sind von Hölderlin und von Mörike.“ Hölderlin war eines der großen Vorbilder des Lyrikers Bruno Frank, und ihm widmete er auch das elfte Gedicht in seinem ersten Gedichtband. Er hatte 1795 in seinem Gedicht „Der Gott der Jugend“ die göttliche Berufung des Dichters beschworen:
| Drum such’ im stillsten Thale Den düftereichsten Hain, Und gieß’ aus goldner Schaale Den frohen Opferwein … |
Bruno Frank machte sich Hölderlins Gedanken über den Dichterberuf in seinem Gedicht „Hölderlin“ zu Eigen:
| Wem des Lebens Wein im Becher schwimmt, Süßern Saftes kann er wohl entbehren: Heiterm Munde mag die Göttin wehren, Daß er vom geweihten Tranke nimmt. |  | Aber mild, zur Segenstat bereit, Läßt sie arme, fieberheiße Lippen Gern aus ihrer goldnen Schale nippen Einer letzten Labung Seligkeit. |
„Der »fiebernde«, ganz dem Schaffen hingegebene Dichter unterhält ein exklusives Verhältnis zur Kunst und darf sich an deren »süßern Saft« erfreuen; dem lebenstüchtigen »heiterm Munde« wird der Trank aus der »goldnen Schale« verwehrt. Der Titel der Sammlung zeigte das Zentralmotiv an: die Kunst als Heiligtum, das sich demjenigen öffnet, der sich ihr in der Erfahrung von Einsamkeit und Leid widmet.“

### Im Strom
Das Bewusstsein von der göttlichen Berufung des Dichters hinderte Bruno Frank nicht an der Erkenntnis der Vergänglichkeit, gerade von Werken der Kunst, so in dem Gedicht „Im Strom“, dem letzten Gedicht der Sammlung: 
| Kein Tag wird müd’, sein eigen Werk zu preisen, Ein jeder glaubt, das letzte Wort zu finden, Und die Geschlechter, die sich überwinden, Sie wollen alle Ziel und Ende heißen. |  | Der Lieder viele, die uns heute bannen, Sie sind vergessen schon von unsern Söhnen. Und neue Weisen werden dann ertönen, Zu denen wir geheim – die Saiten spannen. |
„Demütig genug begnügte er sich damit, am vorbeiziehenden »Strom« der Kunst teilzuhaben, ohne selbst mit kunstpriesterlicher Attitüde ein der Zeit enthobenes ästhetisches Reich errichten zu wollen.“

### Vor einem alten Portrait

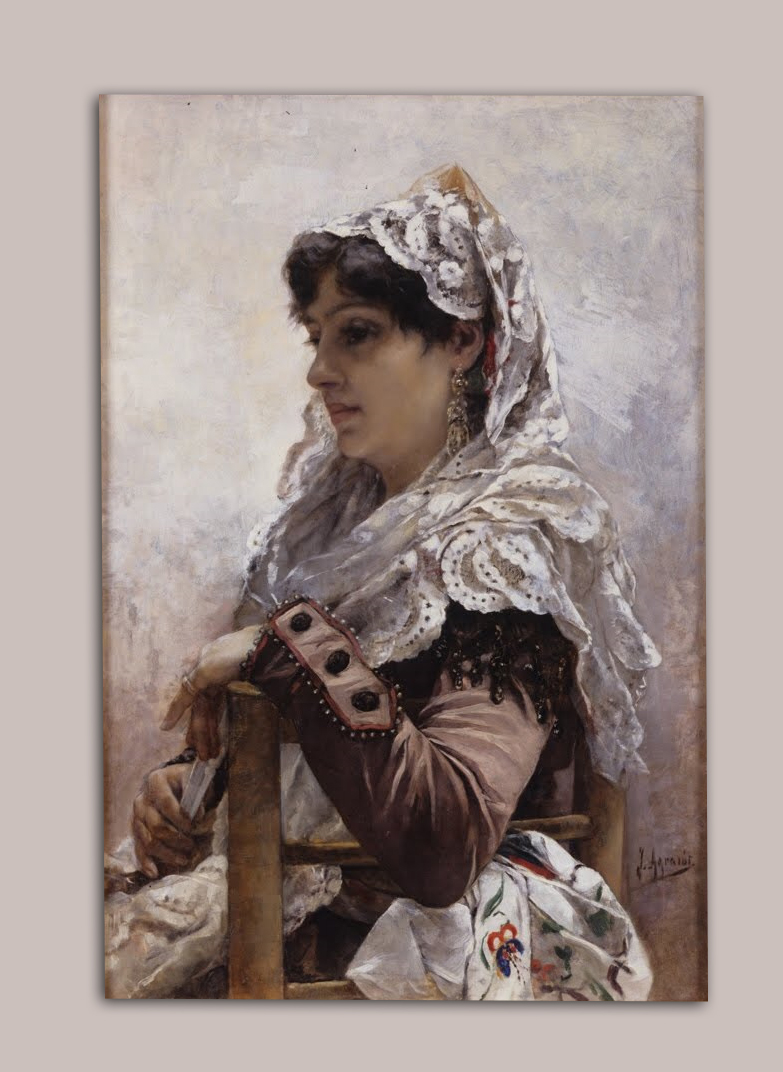
Joaquín Agrasot y Juan: Porträt einer Valencianerin, 1880.

Die Sammlung von 54 Gedichten beginnt nicht mit dem Titelgedicht, sondern mit dem Gedicht „Vor einem alten Portrait“. – In den 1920er Jahren trafen sich die Jugendfreunde Bruno Frank und Nora von Beroldingen, die sich zwei Jahrzehnte nicht mehr gesehen hatten, zufällig in einem Zug wieder:
„Es war ein seltsames und ergreifendes Wiedersehen; beide hatten wir viel erlebt und erlitten, aber sofort kam die Stimmung unserer Kindheit wieder zwischen uns auf und aus dem Grandseigneur mit dem Cäsarenkopf wurde ein Schulbub, der eifrig fragte: ‚Hast Du noch meine Gedichte von damals, auch das letzte, das ich in Dein Mädchenalbum schrieb?‘
Dieses Gedicht, das er vor 40 Jahren auf das liebreizende Bild meiner Großmutter, welches er oft versunken betrachtet hatte, schrieb, liegt, in seiner ausgeprägten, eleganten Jünglingshandschrift vor mir. Es lautet:
| »Vor einem alten Portrait.« |  | |
| In schwarzen Spitzen eine junge Frau: Ein feines bleiches nordisches Gesicht, Beherrscht von großer Augen dunklem Blau, Daraus ein Sonnenstrahl von Liebe bricht. |  | Sah sie mit solchem Blick den Künstler an? Gebot sein Wunsch der raschbereiten Hand? – Ich stand im Bildersaal und sah und sann, Bis das Portrait im Dämmergrau verschwand! |
| Stuttgart, Jan. 1906“ |  | |

### Allein
Nach Sascha Kirchner sprechen Bruno Franks früheste Verse „immer wieder von der bewußt gesuchten Einsamkeitserfahrung“, so in dem Gedicht „Allein“:
| Ich sehnte mich von meinen Freunden allen, Nahm kurzen Abschied von den liebsten Lieben, Und endlich war ich ganz allein geblieben Und hörte ihre Stimmen fern verhallen. |

### Fürstensöhne
In dem Gedicht „Fürstensöhne“ spricht er das Motiv der Auserwähltheit des Künstlers an. „Den wenigen »Gedankenfürsten«, deren Blick für »Neues« geschärft ist, steht das »blöde Volk« gegenüber“:

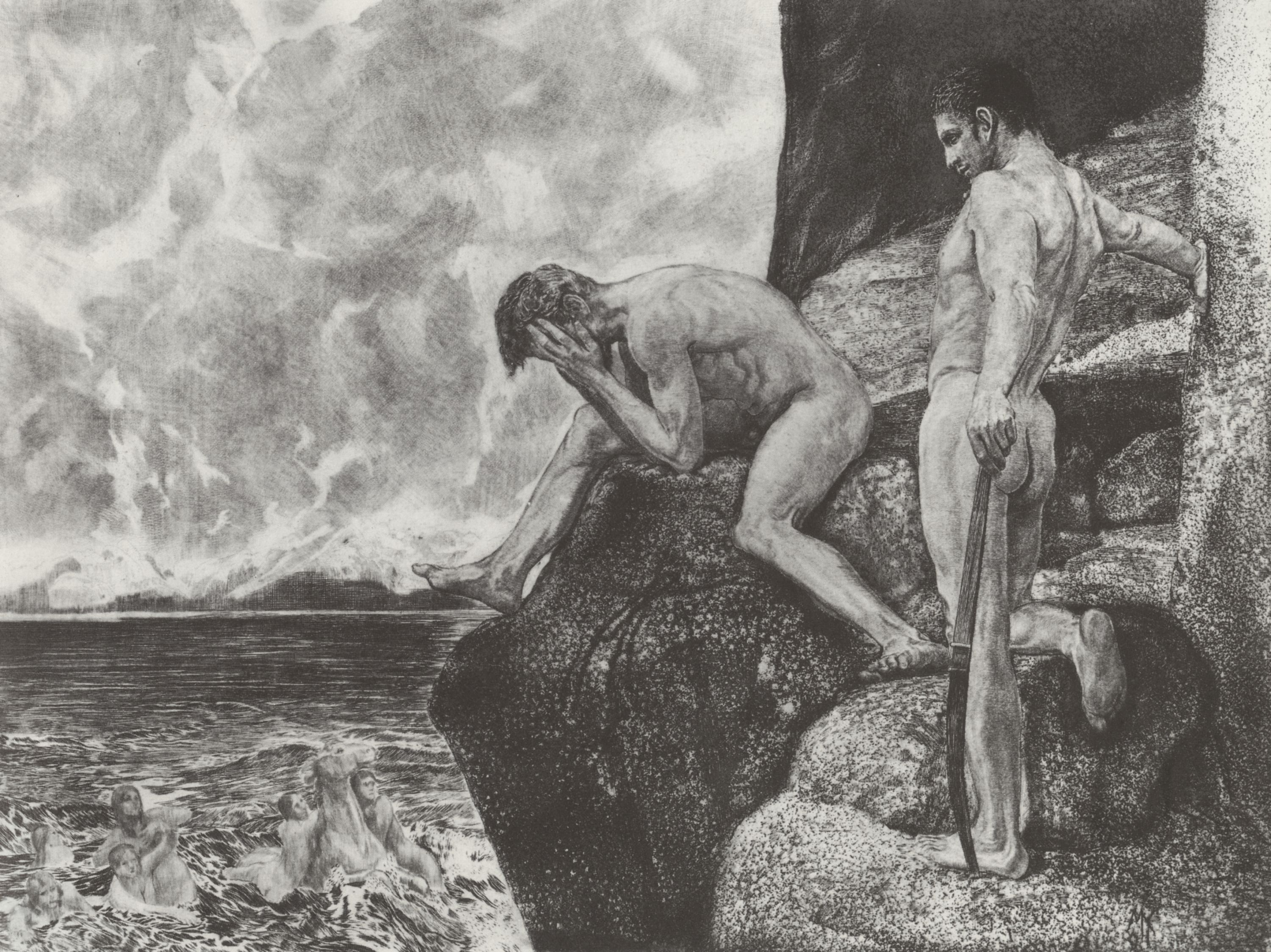
Max Klinger: Der befreite Prometheus, 1888–1894.

| Das blöde Volk, im alten Märchen, eilte Vorüber, achtlos, an der Dornenhecke, Und nur der Prinz, der Königssohn, verweilte, Daß er die schlafende Prinzessin wecke. |

### Flucht
In dem Gedicht „Flucht“ entzieht sich der Dichter „der in dumpfem Aberglauben verharrenden Menge, um selbst den Platz der Götter einzunehmen“:
| Im Tempel liegt die Menge auf den Knieen Und betet an mit schwülen Bußgesängen, Mit Opferdüften, die das Herz beengen, Die süß und schwer am Marmorboden ziehen. |  | Du aber wagst, den Mauern zu enteilen, Du steigst auf leichtgeschirrtem Flügelrosse Frohlockend auf zum lichten Wolkenschlosse, Wo jung und nackt die Götter selber weilen. |

### Der Befreite
Bruno Frank stellt „die lebendige Antike der in blind vollzogenen Ritualen erstarrten Religion entgegen.“ In dem Gedicht „Der Befreite“ besingt er „folgerichtig“ den befreiten Prometheus nach einem Bild von Max Klinger:
| O lichter Tag! Prometheus war gerettet. Die Meeresgötter nahten ihm zu Füßen, Und das Gebirge scholl von ihren Grüßen. Auf seinem Felsen saß er, losgekettet. |

## Entstehung
Nora von Beroldingen (1889–1953) berichtete 1946 in einem Zeitschriftenartikel über ihre Jugendfreundschaft mit Bruno Frank:
„Wenn jemand, bald nach der Jahrhundertwende, in Stuttgart, die heimströmenden Schulkinder beiderlei Geschlechts beobachtet hätte, würde er, weit hinter den andern, ein zwölfjähriges Mädel mit fliegenden Zöpfen neben einem auffallend schönen Knaben von 15 Jahren erblickt haben, der dem hingebungsvoll lauschenden Kind aus einem kleinen Buch, heftig skandierend, Verse vordeklamierte, während seine tiefblauen Augen leuchteten und er seine ungebärdigen Locken zurückwarf. Das Kind blieb manchmal stehen und sagte: ‚Das ist schön, Bruno!‘ oder auch: ‚Nein, das mag ich gar nicht!‘ Halb ärgerlich, halb verlegen pflegte er dann zu antworten: ‚Warte nur, wenn ich erst ein Dichter bin, mache ich alle Gedichte nur für Dich, die mußt Du dann lieben!‘“
„Leider wurde der angehende Poet mit der Zeit so leichtsinnig, einige Gedichte, die unbewußt wohl etwas feurig klangen, an den mageren Backfisch selbst zu richten. Eines davon vertraute er sogar der Post an, da er gerade für das Abitur zu büffeln hatte. Es wurde abgefangen, und ein furchtbares Strafgericht ging über uns arme Sünder hernieder.“
Wegen „Unbotmäßigkeit“ musste Bruno Frank 1902 das Stuttgarter Karls-Gymnasium verlassen. Seine Eltern schickten ihn daraufhin in das thüringische reformpädagogischen Landerziehungsheim Haubinda, eine Art Oberrealschule. 1904 kehrte er wieder in seine Heimatstadt Stuttgart zurück. Er besuchte das Eberhard-Ludwigs-Gymnasium und legte Mitte 1905 das Abitur ab. In seiner Freizeit schmiedete der angehende Abiturient Verse, die er unter dem Titel „Aus der goldnen Schale“ vereinte und am 1. Juli 1905 im Manuskript abschloss. Noch im gleichen Jahre wurde sein erster Gedichtband im Heidelberger Winter Verlag veröffentlicht. Bruno Franks zweiter Gedichtband „Gedichte. Zweite, stark vermehrte Auflage“ aus dem Jahr 1907 enthielt sämtliche Gedichte des ersten Bands und 53 neue Gedichte.

## Rezeption
Das Erstlingswerk des jungen Stuttgarter Dichters durfte sich eines wohlwollenden Echos in der Presse erfreuen, unter anderem auch in Zeitungen seiner schwäbischen Heimat wie dem Stuttgarter Neuen Tagblatt und dem Schwäbischen Merkur.
Im Dezember 1905, kurz nach dem Erscheinen der Sammlung, sprach sich der Schauspieler und Autor Ferdinand Gregori im „Literarischen Echo“ sehr lobend über Bruno Franks Werk aus:
„Mit ungewöhnlicher Freude zeige ich das Büchlein eines Achtzehnjährigen, Bruno Franks, an, ob ich sonst auch den poetischen Wert der Gymnasiastenzeit sehr gering einschätze. Dieser Mulus hat feine Lyrik gewiß nicht reinrassig aus seiner eigenen Brust gezogen, aber seine Helfer sind vornehme Leute wie Hölderlin. Es steckt Kultur darin, die nun freilich nicht durchaus viel neues verspricht, aber jede Geschmacklosigkeit meidet. … Er geht nicht oft über zweimal vier Verse hinaus, nie über eine kleine Druckseite: ein Beweis unerhörter jugendlicher Selbstzucht. Ein Hang zur Einsamkeit, ein Streben ins Allgemeine und Unbekannte, ein Dürsten nach geweihtem Tranke, die Heilighaltung des Weibes und eine innige Naturliebe lassen ihn auf dem besten Wege erscheinen, den ein Dichter wandeln kann.“
Hermann Hesse wunderte sich 1907 über die tiefe Ernsthaftigkeit des jungen Dichters:
„Ein ganz kleines Bändchen ‚Aus der goldnen Schale‘ von Bruno Frank (Karl Winter, Heidelberg) enthält lauter kurze, knapp geformte Gedichte, zum großen Teil sentenzhafte Fragmente einer jungen Weltanschauung, zum Teil aber auch kleine Bilder von sicherer Zeichnung und nobler Form, wie denn das Ganze angenehm frei von Originalitätssucht ist und eine ruhige, ungequälte Sprache spricht. Beim ersten Anschauen erscheint der noch ganz junge Dichter merkwürdig ernst und gemessen, dann aber entdeckt man zwischendrin recht fröhliche Sachen. Zum Beispiel:
| Auch einer |  | |
| Morgens ist mein Zeitvertreib Rauferei mit andern Lumpen, Nachmittags der volle Humpen Und des Nachts ein heisses Weib. |  | Wär’ ich lahm und zahm gesinnt, Müßt ich doch von hinnen reisen, Weil ja auch die sieben Weisen Seinerzeit gestorben sind.“ |
Allerdings musste Hesse einräumen, dass dieses Gedichtlein eine von wenigen Ausnahmen in der Sammlung darstellt: „Doch wäre es unrecht, diese artige Schelmerei als bezeichnendes Beispiel für das wertvolle Büchlein hinzustellen.“
Der Literaturhistoriker Erwin Ackerknecht, ein Bruder von Bruno Franks Schulfreund Eberhard Ackerknecht, urteilte 1956 über Bruno Franks ersten Gedichtband:
„Erstaunlich war seine lyrische Frühreife: Schon 1905 ließ er ein Bändchen mit stimmungsgesättigten Gedichten unter dem Titel Aus der goldenen Schale erscheinen; und zwar waren es überwiegend nicht Liebeslieder, sondern gedankenreiche, meist zweistrophige Gebilde, die von einer hohen sprachlichen Zucht zeugten. Es sei hier gleich gesagt, daß Frank seinen Willen zu einer unmanierierten Schlichtheit auch in seinen späteren Gedichtbüchern bestätigte, namentlich in dem 1919 erschienenen Band Die Kelter.“

## Ausgaben

### Erstausgabe
- Aus der goldnen Schale. Gedichte. Heidelberg : Winter, 1905.

### Andere Ausgaben
- Gedichte. Zweite, stark vermehrte Auflage. Heidelberg: Winter, 1907. – Enthält: #Frank 1905.1 und 53 neue Gedichte.